# Бендюженко Федір Володимирович
Фе́дір Володи́мирович Бендюженко (23 липня 1982, Київ) — народний депутат України 8-го скликання. Член політичної партії «Народний Фронт» та однойменної депутатської фракції в українському парламенті.

## Життєпис
Народився 23 липня 1982 року в Києві. Закінчив Київський університет туризму, економіки та права за фахом «юрист».
У зв'язку зі смертю Петра Ваната 8 лютого 2017 року, обраного по загальнодержавному багатомандатному окрузі, повноваження народного депутата, отримав натомість Федір Бендюженко 21 лютого (номер у списку НФ — 80). На момент обрання Бендюженко був начальником управління контролю за виконанням рішень Державної виконавчої служби України.

### Парламентська діяльність
У Верховній Раді України Федір Бендюженко був членом Комітету з питань свободи слова та інформаційної політики, керівником депутатської групи Верховної Ради України з міжпарламентських зв'язків з Республікою Ісландія та членом групи з міжпарламентських зв'язків з Республікою Нігерія.
Був одним з 59 депутатів, що підписали подання, на підставі якого Конституційний суд України скасував статтю Кримінального колексу України про незаконне збагачення, що зобов'язувала держслужбовців давати пояснення про джерела їх доходів і доходів членів їх сімей. Кримінальну відповідальність за незаконне збагачення в Україні запровадили у 2015 році. Це було однією з вимог ЄС на виконання Плану дій з візової лібералізації, а також одним із зобов'язань України перед МВФ, закріпленим меморандумом.